# المنظمة الأوروبية لسلامة الملاحة الجوية
يوروكنترول أو المنظمة الأوروبية لسلامة الملاحة الجوية هي وكالة أوروبية لمراقبة سلامة المجال الجوي الأوروبي تأسست في 1963 ويقع مقرها ببروكسل. وتضم اليوم 37 دولة عضوا.
المدير العام للوكالة هو الأسباني فيكتور اقادو منذ 2 يناير 2001. ويوجد عدة مراكز جهوية تابعة لها في مناطق متفرقة من أوروبا.
يتمثل دورها في مراقبة والعمل على تطوير التصرف في المجال الجوي. وتعمل الوكالة من اجل ذلك مع كل الدول الأعضاء، والمنظمات الجوية الوطنية، المستعملين المدنيين والعسكريين للمجال الجوي والمطارات، الصانعين وبقية المؤسسات الأوروبية.

## الدول الأعضاء وتواريخ الانضمام

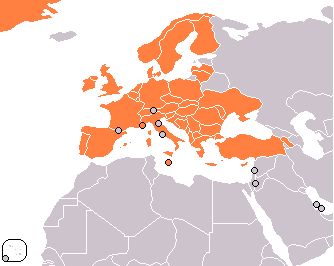
الدول الأعضاء

| - ألبانيا : 1 أبريل 2002 - ألمانيا : 13 ديسمبر 1960 - أرمينيا : 1 مارس 2006 - النمسا : 1 مايو 1993 - بلجيكا : 13 ديسمبر 1960 - البوسنة والهرسك : 1 مارس 2004 - بلغاريا : 1 يونيو 1997 - كرواتيا : 1 مارس 1997 - قبرص : 1 يناير 1991 - الدنمارك : 1 أغسطس 1994 - إسبانيا : 1 يناير 1997 - فنلندا : 1 يناير 2001 - فرنسا : 13 ديسمبر 1960 - اليونان : 1 سبتمبر 1988 - المجر : 1 يوليو 1992 - أيرلندا : 1 يناير 1965 - إيطاليا : 1 أبريل 1996 - ليتوانيا : 1 سبتمبر 2006 - لوكسمبورغ : 13 ديسمبر 1960 | - مقدونيا : 1 نوفمبر 1998 - مالطا : 1 يوليو 1989 - مولدوفا : 1 مارس 2000 - موناكو : 1 ديسمبر 1997 - هولندا : 13 ديسمبر 1960 - النرويج : 1 مارس 1994 - بولندا : 1 سبتمبر 2004 - البرتغال : 1 يناير 1986 - جمهورية التشيك : 1 يناير 1996 - رومانيا : 1 سبتمبر 1996 - المملكة المتحدة : 13 ديسمبر 1960 - صربيا : 1 يوليو 2005 - سلوفينيا : 1 أكتوبر 1995 - سلوفاكيا : 1 يناير 1997 - السويد : 1 ديسمبر 1995 - سويسرا : 1 يوليو 1992 - تركيا : 1 مارس 1989 - أوكرانيا : 1 مايو 2004 |

## وصلات خارجية
- الموقع الرسمي